# Federación Estudiantil Universitaria

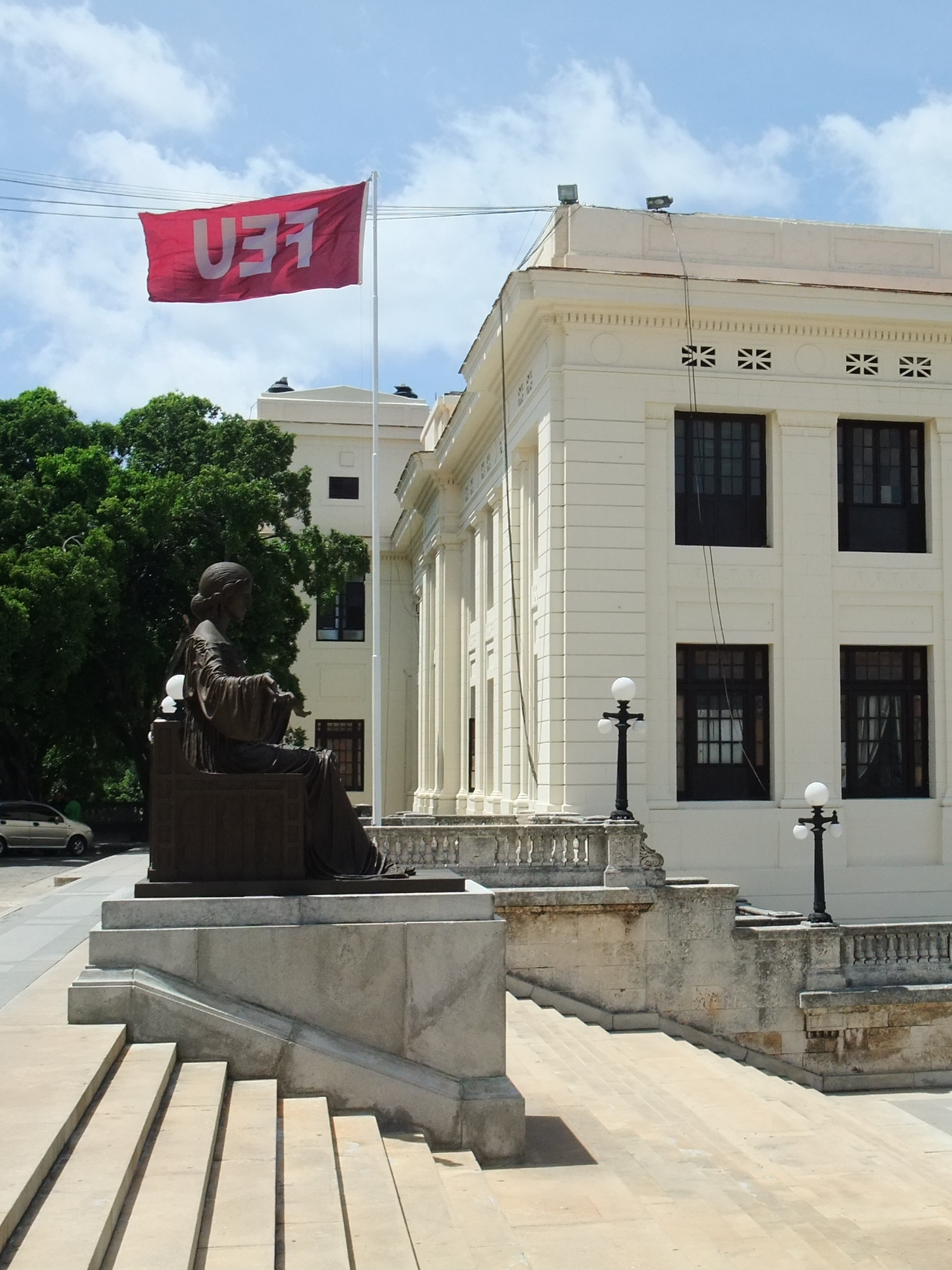
Flagge der FEU über dem Campus der Universität Havanna

Die Federación Estudiantil Universitaria (FEU – deutsch: Föderation der Universitätsstudenten) ist eine kubanische Organisation, die alle Studenten kubanischer   Universitäten aufnimmt.
Ursprünglich gehörte die Organisation zur Universität Havanna. Heutzutage sind jedoch alle Universitäten des Landes der Organisation angeschlossen. Gegründet wurde die FEU im Jahre 1922 durch Julio Antonio Mella, der ein kubanischer Revolutionsführer in den 1920er Jahren war. Sie entstand in den Hochzeiten der Universitätsreformen, welche zu dieser Zeit in Amerika stattfanden.

## Vorgeschichte
Die FEU wuchs in einem Umfeld großer politischer Spannungen in Amerika auf mit klaren Kundgebungen in den Universitäten. In Kuba hatte der Reformprozess der argentinischen Universität Córdoba großen Einfluss auf die dortige Studentenbewegung, wo Forderungen aufgestellt wurden, wie:
- Säuberung des Lehrkörpers: Dadurch sollte die Entlassung von korrupten Hochschullehrern ermöglicht werden, da die Zahl der gekauften bzw. unrechtmäßig erworbenen Universitätstitel stetig zunahm.

- Hochschulautonomie:  Damit begrub man die Jahre der Rückständigkeit und kolonialen Abhängigkeit, als die Universitäten an Händen und Füßen an die Politik der jeweiligen Landesregierung gefesselt waren, was sich auch in der neokolonialen Republik Kuba fortsetzte. Beispielhaft für die enge Bindung zwischen Regierung und Universität ist die Ernennung des Kabinetts von Präsident Alfredo Zayas im Jahre 1921, wobei gleichzeitig der US-Botschafter Enoch Crowder, quasi de facto Präsident Kubas, der Titel des Honoris Causa verliehen wurde.

- Partizipation der Studenten in der Universitätsleitung: Damit sollte willkürliche schlechte Behandlung bzw. Exmatrikulation beseitigt werden.

- Das Bekenntnis zu einer repräsentativen Organisation, wie zum Beispiel die Beteiligung an der Universitätsführung und vor allem an den jurisdiktiven und legislativen Körperschaften.

Daraus erwuchs letztendlich die FEU.

## Entwicklung
Am 23. Dezember 1922 wurde jene Organisation, die heute die kubanischen Universitätsstudenten zusammenführt, ins Leben gerufen. Dies entsprach den damaligen Notwendigkeiten, eine Organisation zur Führung und Vereinigung der Studenten für die Vorbereitung und Stärkung der sozialen Bewegung zu bilden.
Ihr erster Vorsitzender war Julio Antonio Mella. Es sollte später eine revolutionäre Etappe folgen, die von Mella angeleitet wurde. Beispiele sind die Gründung der Universidad Popular José Martí (Volksuniversität José Martí), der Antiimperialistischen Liga Kubas (Liga Antiimperialista de Cuba), die Gründung der Zeitschriften „Alma mater“ und „Juventud“ („Jugend“), sowie neben anderen, die Veranstaltung des 1. Nationalen Studentenkongresses (Primer Congreso Nacional de Estudiantes).